# TESS 40
Der Massengutschiffstyp Tsuneishi Economical Standard Ship 40, kurz TESS 40, wurde in Japan in einer größeren Serie gebaut und gilt in seinem Marktsegment als eines der Standardschiffe.

## Einzelheiten
Die erste TESS-40-Baureihe wurde ab 1981 vom japanischen Schiffbaukonzern Tsuneishi Zosen im Auftrag der norwegischen Reederei Ugland entworfen und ab 1984 abgeliefert. In den folgenden Jahren entwickelte sich der Typ zu einem der erfolgreichsten Entwürfen seines Segments und begründete eine bis heute fortgesetzte Serie weiterentwickelter Typen. Ab Mitte der 1990er Jahre folgte der Typ TESS 45 mit größerer Tragfähigkeit, ab 1999 der nochmals leistungsfähigere Typ TESS 52, und im Jahr 2003 wurde aus dem TESS 52 im Wesentlichen durch die Auslegung auf einen größeren Tiefgang der Typ TESS 58 entwickelt. Im Mai 2014 wurde der Typ TESS 64 Aeroline, eine Weiterentwicklung des Typs TESS 58 mit auf 63.700 Tonnen vergrößerter Tragfähigkeit vorgestellt. Insgesamt wurden bisher über 300 Einheiten der gesamten TESS-Baureihe gebaut.

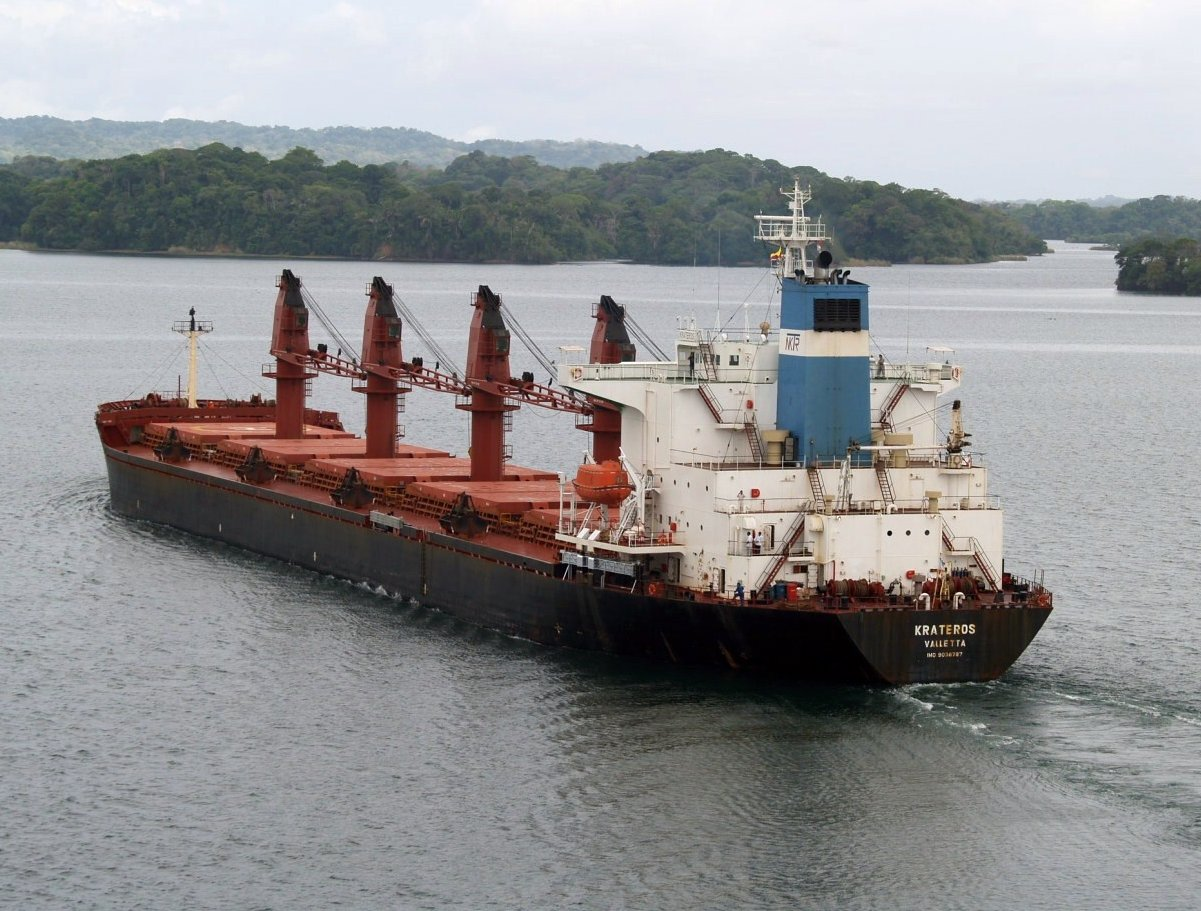
Heckansicht der Krateros

Die TESS-40-Schiffe sind als Handymax-Massengutschiffe mit achtern angeordneten Aufbauten ausgelegt. Sie haben fünf Laderäume und jeder Laderaum wird durch eine eigene Luke bedient, deren Lukendeckel hydraulisch betätigt werden. Zum Ladungsumschlag stehen vier mittschiffs angebrachte hydraulische Schiffskräne zur Verfügung. Der Schiffstyp kann bei maximaler Abladung ca. 43.300 Tonnen transportieren. Die Einheiten sind auf den Transport verschiedener Massengüter, wie zum Beispiel Getreide, Kohle, Mineralien inklusive verschiedener Gefahrgüter ausgelegt. Die Tankdecke der Laderäume ist für den Erztransport verstärkt ausgeführt. Es können darüber hinaus auch Sackgüter, Stahlprofile, -röhren und andere Massenstückgüter sowie Container an Deck transportiert werden.
Der Antrieb der Schiffe besteht aus einem Zweitakt-Dieselmotor. Der Motor ermöglicht eine Geschwindigkeit von etwa 14 Knoten. Es stehen mehrere Hilfsdiesel und ein Notdiesel-Generator zur Verfügung.